# John Talen
John Talen (Meppel, 18 januari 1965) is een Nederlands voormalig wielrenner. Talen was beroepswielrenner van 1987 tot 2002. Hij maakte enkele jaren deel uit van de Panasonicploeg van Peter Post en reed daarna voor diverse andere ploegen. 
Als amateur werd Talen wereldkampioen in de 100 km ploegentijdrit, samen met Rob Harmeling, Tom Cordes en Gerrit de Vries. Talen won onder andere Dwars door België en de Grote Scheldeprijs. 

## Palmares
1986
- Wereldkampioen 100 km ploegentijdrit (met Gerrit de Vries, Tom Cordes en Rob Harmeling)

1988
- GP Pino Cerami
- Dwars door België
- Circuito de Getxo

1990
- Grote Scheldeprijs
- etappe Tirreno-Adriatico
- 3e Ronde van Vlaanderen

1991
- etappe Dauphiné Libéré
- etappe Ronde van Burgos

1995
- 2 etappes en eindzege Ronde van Zweden

1996
- 14e - Kuurne-Brussel-Kuurne

1997
- etappe Olympia's Tour

2000
- 46e - Kuurne-Brussel-Kuurne

2001
- Flèche Hesbignonne-Cras Avernas

## Resultaten in voornaamste wedstrijden
| Jaar | Ronde van Italië | Ronde van Frankrijk | Ronde van Spanje |
| ---- | ---------------- | ------------------- | ---------------- |
| 1987 | 114e             |                     |                  |
| 1988 |                  | 150e                |                  |
| 1989 | 105e             | buiten tijd         |                  |
| 1990 |                  |                     |                  |
| 1991 |                  |                     | 83e              |
| 1992 |                  |                     | opgave           |
| 1993 |                  | 122e                | 107e             |
| 1994 |                  | 117e (laatste)      |                  |
| 1996 |                  |                     |                  |
| 1997 |                  |                     |                  |

| Jaar | Milaan-San Remo | Gent-Wevelgem | Ronde van Vlaanderen | Parijs-Roubaix | Amstel Gold Race | Luik-Bast.‑Luik | Omloop Het Volk | Parijs-Brussel |  | Wereldranglijsten |
| ---- | --------------- | ------------- | -------------------- | -------------- | ---------------- | --------------- | --------------- | -------------- |  | ----------------- |
| 1987 | 98e             |               | 64e                  | 41e            | 62e              |                 | 4e              |                |  |                   |
| 1988 | 37e             |               | 21e                  | 12e            | 37e              | 43e             | Brons           |                |  |                   |
| 1989 | 45e             | 89e           |                      |                |                  |                 |                 |                |  |                   |
| 1990 | 13e             | 125e          | ↑                    | 10e            | 62e              | 29e             |                 |                |  | 20e (UWB)         |
| 1991 | 139e            | 17e           | 14e                  | 11e            | 103e             | 47e             |                 |                |  |                   |
| 1992 |                 | 97e           | 20e                  | 30e            |                  |                 |                 | 90e            |  |                   |
| 1993 |                 |               | 30e                  |                |                  |                 |                 | 29e            |  |                   |
| 1994 |                 | 97e           | 96e                  |                |                  |                 |                 | 72e            |  |                   |
| 1996 |                 |               |                      |                |                  |                 |                 | 31e            |  |                   |
| 1997 |                 | 146e          |                      |                |                  |                 |                 | 20e            |  |                   |